# Marta de Betânia
Marta é uma personagem bíblica descrita nos Evangelhos. De acordo com João 11:1–45 - João 12:2, ela era irmã de Maria de Betânia e de Lázaro, e residia na aldeia de Betânia. Marta foi uma das mulheres que acompanharam Jesus no calvário e na ressurreição.
O nome Marta é uma transliteração do grego Μαρθα, que já é uma tradução do aramaico  מַרְתָּא, que significa "mestra" ou  "a senhora". A forma aramaica ocorre em uma inscrição datada como sendo do primeiro século, que encontra-se no Museu de Nápoles.